# Bruce Hornsby
Bruce Randall Hornsby (ur. 23 listopada 1954 w Williamsburgu, Wirginia) – amerykański wokalista, pianista i kompozytor (rock, jazz). Studiował muzykę na University of Richmond, Berklee College of Music i na University of Miami.
Największe sukcesy odnosił w drugiej połowie lat osiemdziesiątych wraz z akompaniującym mu zespołem The Range w składzie: David Mansfield (gitara, mandolina, skrzypce), George Marinelli (gitary, chórki), Joe Puerta (gitara basowa, chórki), John Molo (perkusja). Z tego też okresu pochodzą jego największe przeboje: "The Way It Is" (1986), "Mandolin Rain" (1987), "Look Out Any Window" (1988), "The Valley Road" (1988).
W roku 1987 wraz z zespołem otrzymał nagrodę The Best New Artist Grammy, w roku 1989 nagrodę The Best Bluegrass Recording Grammy, a w roku 1993 nagrodę The Best Pop Instrumental Grammy.
Napisaną przez niego piosenkę "Jacob's Ladder" (1988) włączył do swego repertuaru jego przyjaciel Huey Lewis (Huey Lewis And The News, album Fore!). W roku 1989 wspólnie z Donem Henleyem skomponował wielki hit wykonywany przez tego ostatniego "The End Of The Innocence" (w utworze tym zagrał również na fortepianie). W popularnym utworze Bonnie Raitt "I Can't Make You Love Me" wspomagał zespół towarzyszący na fortepianie. Uczestniczył również w nagraniach albumów takich wykonawców jak Bob Dylan, Robbie Robertson, Crosby, Stills and Nash.
W latach 1990–1992 współpracował z zespołem Grateful Dead.
Do nagrania płyty solowej Harbor Lights (1993) zaprosił takie gwiazdy jak Pat Metheny, Branford Marsalis, Phil Collins i Bonnie Raitt.
W roku 2004 nagrał album zatytułowany Halcyon Days, na którym gościnnie wystąpili m.in. Sting, Elton John i Eric Clapton.

## Dyskografia

### Albumy z zespołem The Range
- 1986 - The Way It Is
- 1988 - Scenes from the Southside
- 1990 - A Night on the Town

### Albumy solowe
- 1993 - Harbor Lights
- 1995 - Hot House
- 1998 - Spirit Trail

### Albumy z zespołem The Noise Makers
- 2000 - Here Come The Noise Makers
- 2002 - Big Swing Face
- 2004 - Halcyon Days
- 2009 - Levitate
- 2011 - Bride Of The Noisemakers

### Album z Ricky Skaggs'em
- 2007 - Ricky Skaggs & Bruce Hornsby

### Album z zespołem The Bruce Hornsby Trio
- 2007 - Camp Meeting

### Albumy kompilacyjne
- 2004 - Greatest Radio Hits

### Single
- 1986 - "Every Little Kiss"
- 1986 - "The Way It Is" (#1 w USA)
- 1986 - "On The Western Skyline"
- 1987 - "Mandolin Rain" (#4 w USA)
- 1987 - "Every Little Kiss" (#14 w USA) (wznowienie)
- 1988 - "The Valley Road" (#5 w USA)
- 1988 - "Look Out Any Window" (#35 w USA)
- 1988 - "Defenders Of The Flag"
- 1990 - "Across The River" (#18 w USA)
- 1990 - "Lost Soul" (#84 w USA)
- 1990 - "A Night On The Town"
- 1991 - "Set Me In Motion"
- 1993 - "Fields Of Gray" (#69 w USA)
- 1993 - "Harbor Lights"
- 1994 - "Rainbow's Cadillac"
- 1995 - "Walk In The Sun" (#54 w USA)
- 1998 - "Great Divide"
- 2004 - "Gonna Be Some Changes Made"
- 2005 - "Dreamland"
- 2011 - "Shadow Hand"

## Nagrody
- 1987 - The Best New Artist Grammy
- 1989 - The Best Bluegrass Recording Grammy
- 1993 - The Best Pop Instrumental Grammy